# Stazione di Scafati (Circumvesuviana)
La stazione di Scafati è una stazione della ferrovia Circumvesuviana, sita nell'omonimo comune.
Si trova sulla ferrovia Napoli-Pompei-Poggiomarino.

## Strutture e impianti
La stazione fu inaugurata nel 1904. Il fabbricato viaggiatori ospita la biglietteria, servizi igienici e una piccola sala d'attesa. Il preesistente passaggio a livello, ancora visibile, è stato trasformato in edicola .
I binari sono tre: due passanti per il servizio viaggiatori ed uno tronco al servizio della sottostazione elettrica.

## Movimento
Nella stazione fermano tutti gli accelerati diretti a Napoli e Poggiomarino.

## Servizi
La stazione dispone di:
- Biglietteria
- Servizi igienici